# Lake Stevens
Lake Stevens je město v okrese Snohomish, v americkém státě Washington. Je obklopeno stejnojmenným jezerem a nachází se jihovýchodně od Marysvillu, severně od města Snohomish a východně od Everettu. V roce 2010 zde žilo 28 069, což je díky anexi velký vzrůst oproti minulosti.

## Historie
Město bylo oficiálně začleněno v listopadu 1960.
Město vzniklo roku 1886 jako 0,65 km² rozlehlá osada na východním břehu jezera. Svůj název pravděpodobně získalo po guvernérovi Isaacu Stevensovi. V roce 1890 bylo založeno první město v okolí, zvané Ferry. Později bylo jeho jméno změněno na Hartford a město sloužilo jako hlavní spojka se známou dřevařskou a těžební kolonií Monte Cristo.
V roce 1905 byl Hartford spojen s městem Lake Stevens dřevařskou společností bratří Ruckerů. O dva roky později Ruckerové postavili na severu jezera pilu, jejíž originální pilíře jsou stále na místě. V roce 1919 pilu zachvátil požár, a tak prošla přestavbou. Před požárem byla známá jako největší pila na světě. V roce 1925 pila shořela znovu, ale tentokrát už nebyla znovu otevřena. Město tedy přišlo o průmysl, který pomohl jeho založení. Každopádně se obci podařilo udržet si původní tempo vzrůstu.
Od dvacátých do padesátých let minulého století bylo město především letoviskem s mnoha veřejnými i soukromými plážemi na břehu jezera. V roce 1960 bylo s 900 obyvateli oficiálně začleněno. Brzy jej jeho popularita a pěkná krajina, spojená se změnou ve zvycích v dojíždění, přilákala do města další obyvatele a změnila jej v obec s předměstským rázem. V roce 2000 zde žilo již 6 361 lidí na přibližně 4,7 km². Jezero nadále zůstává ústředním bodem obce a je symbolem města.

## Geografie
Město má rozlohu 23 km², z čehož vše je souš.
Jezero uprostřed obce je největším a nejhlubším v okrese Snohomish. Jeho rozloha činí 4,2 km² a průměrná hloubka dosahuje dvaceti metrů. Vodu získává z potoků Lundeen Creek, Kokanee Creek a Stitch Creek, zatímco Catherine Creek, tekoucí do řeky Pilchuck, vodu z jezera odvádí. Malé povodí jezera pak zmenšuje efekty znečištění vody. Společně s umělým provzdušňováním vody pak pomáhá k dobré kvalitě pitné vody. Velká část pobřeží je zastavěná, takže se zde nevyskytuje tolik močálů. Jezero také nabízí možnosti pro jízdu na lodi, rybaření a plavání.

## Demografie
V roce 2010 ve městě žilo 28 069 obyvatel, z čehož 85 % jsou běloši, 4 % Asiaté a 2 % Afroameričané. 9 % obyvatelstva bylo hispánského původu.

## Vláda

### Starosta a městská rada
Zatímco starosta je výkonnou složkou městské vlády, městská rada má zákonodárnou moc.
Voliči si volí starostu a sedm členů městské rady, všechny na čtyřletá volební období. Ne všechny pozice jsou voleny ve stejný rok. Volby starosty a pozic 3, 4 a 5 v městské radě se konají ve stejný rok (tentokrát v roce 2011), zatímco ostatní pozice jsou voleny o dva roky později (tentokrát v roce 2013).
V případě uvolnění pozice má městská rada právo dosadit kohokoli na místo, včetně pozice starosty. To se stalo naposledy v listopadu 2009, kdy pozici 1 opustila Heather Coleman dva měsíce před koncem volebního období a byla nahrazena vítězem již uskutečněných voleb, Kimem Daughtrym, který je v pozici nadále. Pro zbývající dobu volebního období mohou být v případě uvolnění pozice uspořádány volby, jak se stalo roku 2007 u pozice 6, kdy odstoupil Arnie Clark a nahradila ho zvolená Kathy Holder.
Nynějším starostou města je Vern Little. Pozici 1 v městské radě má Kim Daughtry, pozici 2 Neal Dooley, pozici 3 John Spencer, pozici 4 Todd Welch, pozici 5 Suzanne Quigley, pozici 6 Kathy Holder a pozici 7 Marcus Tageant.

### Nevolitelné pozice
Mezi nevolené důležité pozice ve správě města patří správce města, městský účetní, šéf policie, ředitel plánování, ředitel veřejných prací a plánovatel komunitních programů.

### Výbory a komise
Ve městě působí několik výborů a komisí, jejichž rolí je radit městské radě při problémech spadajících pod specifickou komisi. Členové komisí jsou dobrovolníci z občanů města nebo vlastníků pozemků ve městě. Do pozic je dosazuje starosta se schválením městské rady. Výjimkou je komise občanských služeb, jejíž členy dosazuje pouze starosta. Mezi další komise a výbory patří umělecká komise, plánovací komise, design revidující výbor, knihovní výbor, výbor parků a výbor zón.

## Anexe
Od roku 2005 se populace města téměř zčtyřnásobila, z necelých osmi tisíc obyvatel na 28 tisíc, což je výsledkem projektu zvaného Jedna obec okolo jezera, který se snaží spojit všechny obydlené oblasti v okolí Stevensova jezera v jedno město.

## Školství
Městský školní obvod obsahuje dvě střední školy, jedno víceleté gymnázium, dvě prostřední školy a šest základních škol. Hlavní střední školou ve městě je Lake Stevens High School.

## Městské noviny
The Lake Stevens Journal je městský týdeník.

## Rekreace
Ve městě a jeho okolí se nachází mnoho parků, stezek a hřišť. Patří mezi ně i Snohomish County Centennial Trail.

## Město v populární kultuře
V epizodě seriálu Frasier, Vraťte mu to křeslo, je hlavní hrdina seriálu informován, že volající z města Lake Stevens spatřil Frasierovo křeslo, jak letí na obloze.